# Ingemar Ståhl
Ingemar Oskar Lennart Ståhl, född 2 juni 1938 i Stockholm, död 2014, var en svensk nationalekonom som var verksam som professor vid Lunds universitet.

## Biografi
Efter studentexamen 1956 blev Ståhl filosofie kandidat vid Stockholms högskola 1958, filosofie licentiat vid Lunds universitet 1965 och docent där 1968. Han blev aktuarie vid Statistiska centralbyrån 1959, var biträdande sekreterare vid finansdepartementet 1960–62, laborator vid Försvarets forskningsanstalt 1962–65, sakkunnig vid finansdepartementet 1965–66, kansliråd vid försvarsdepartementet 1966–68, forskare vid Statens råd för samhällsforskning 1969, sakkunnig vid OECD i Paris 1970–71.
Ståhl blev därefter professor i nationalekonomi vid Lunds universitet. Ståhl var under många år enda ekonom vid nationalekonomiska fakulteten vid universitetet som bekände sig till den österrikiska skolan, i motsättning till resterande fakultet som i hög grad bekände sig till den neoklassiska skolan. För detta annorlunda perspektiv på ekonomi och samhället blev Ståhl uppskattad av studenterna som sökte sig till hans kurser. Ståhl var känd som en underhållande föreläsare. Ståhl såg sig själv som efterträdare till professor Knut Wicksell. Ståhl skrev om fastighetssektorn och införde kursen fastighetsekonomi. Ståhl hävdade att fastigheter i modern tid skall ses som finansiella tillgångar. Ståhl har också arbetat som sakkunnig åt Regeringskansliet och OECD.
Ståhl invaldes 1978 som ledamot av Kungliga Vetenskapsakademin. Han var 1981–1994 ledamot i Kommittén för Sveriges Riksbanks pris i ekonomisk vetenskap till Alfred Nobels minne. Sedan 1982 var han ledamot av Ingenjörsvetenskapsakademien. År 2001 utnämndes Ingemar Ståhl till hedersdoktor vid juridiska fakulteten i Lund för sina insatser inom ämnet rättsekonomi vid universitetet.